# 류연준
류연준(한국 한자: 柳延俊, 2000년 4월 10일 ~ )은 대한민국의 축구 선수이며, 포지션은 미드필더이다.